# Richie Cole
Richie Cole (Trenton, Nueva Jersey, 29 de febrero de 1948-Carnegie, Pensilvania, 2 de mayo de 2020) fue un saxofonista, compositor y arreglista musical de jazz estadounidense.

## Biografía
Nació en la localidad de Trenton, en Nueva Jersey. Comenzó a tocar el saxofón alto a los diez años, alentado por su padre, propietario de un club de jazz. Tras graduarse en la Ewing High School, en Ewing Township, Cole ganó una beca de la revista Down Beat para estudiar en la prestigiosa Berklee School of Music en Boston.
En 1969 ingresó en la banda del batería Buddy Rich y tras pasar por las bandas de Lionel Hampton y Doc Severinsen, fundó su propio quinteto de jazz con los que realizó numerosas actuaciones durante las décadas de los 70 y 80. En los 90 fundó la Alto Madness Orchestra.
Actuó junto a artistas como Eddie Jefferson, Nancy Wilson, Tom Waits, The Manhattan Transfer, Hank Crawford, Freddie Hubbard, Eric Kloss, Bobby Enriquez, Phil Woods, Sonny Stitt, Art Pepper y Boots Randolph. Grabó más de cincuenta álbumes, alguno con mucho éxito, como Hollywood Madness (Muse, 1979) y el álbum tributo a Leonard Bernstein, Richie Cole Plays West Side Story (Music Masters, 1997).
Fue nombrado miembro de la junta directiva de la National Jazz Service Organization así como de la National Endowment for the Arts, organización que llegó a presidir durante un año. Fue además miembro fundador de la International Association of Jazz Educators. 
En 2005 fue reconocido por su carrera musical por el Congreso del Estado de California en nombre de la Temecula Jazz Society.
Falleció a los setenta y dos años el 2 de mayo de 2020. Tenía dos hijas: Amanda Marrazzo, escritora, reportera y productora, y Annie Cole, representante musical.

## Discografía

### Como líder/colíder
- Trenton Makes, the World Takes (Progressive, 1976)
- Starburst con Reuben Brown Trio (Adelphi, 1976)
- Battle of the Saxes, Vol. 1 con Eric Kloss (Muse, 1976)
- New York Afternoon (Alto Madness) (Muse, 1977)
- Alto Madness (Muse, 1978)
- Keeper of the Flame (Muse, 1979)
- Hollywood Madness (Muse, 1979)
- Side by Side con Phil Woods (Muse, 1980)
- Cool 'C'  (Muse, 1981)
- Tokyo Madness (Seven Seas/King [Japan], 1981)
- Alive! at the Village Vanguard (Muse, 1981)
- Return to Alto Acres con Art Pepper (Palo Alto, 1982)
- The 3 R's con Red Rodney, Ricky Ford (Muse, 1982)
- The Wildman Meets the Madman con Bobby Enriquez (GNP Crescendo, 1982)
- Yakety Madness! con Boots Randolph (Palo Alto, 1983)
- Alto Annie's Theme (Palo Alto, 1983)
- Some Things Speak For Themselves (Muse, 1983)
- Bossa Nova Eyes (Palo Alto, 1985)
- Pure Imagination (Concord Jazz, 1986)
- Popbop (Milestone, 1987)
- Signature (Milestone, 1988)
- Bossa International con Hank Crawford y Emily Remler (Milestone, 1990)
- Profile (Heads Up, 1993)
- Kush: The Music of Dizzy Gillespie (Heads Up, 1996)
- West Side Story (Venus [Japan], MusicMasters, 1996)
- Trenton Style (Jazz Excursion, 1998)
- Pure Madness (32 Jazz, 1999) recopilación
- Come Sunday (Jazz Excursion, 2000)
- A Tribute to Our Buddies (Fresh Sound, 2004)
- Back on Top (Jazz Excursion, 2005)
- A Piece of History (Jazz Excursion, 2006)
- Rise's Rose Garden (Jazz Excursion, 2006)
- The Man with the Horn (Jazz Excursion, 2007)
- Live at KUVO 2/11/08 (Jazz Excursion, 2008)
- Bebop Express (Jazz Excursion, 2008)
- The KUVO Sessions, Volume 2 (Jazz Excursion, 2009)
- Castle Bop con Emil Viklicky (Multisonic, 2011)
- Vocal Madness con Uptown Vocal Jazz Quartet (House Cat, 2014)
- Breakup Madness (Akashic, 2014)
- Mile Hi Madness (Akashic, 2015)
- Pittsburgh (Richie Cole Presents, 2015)
- Plays Ballads and Love Songs (Richie Cole Presents, 2016)
- Have Yourself an Alto Madness Christmas (Richie Cole Presents, 2016)
- The Many Minds of Richie Cole (Richie Cole Presents, 2017)

### Como acompañante
Con Greg Abate
- Dr. Jekyll & Mr. Hyde (Candid, 1995)

Con Les DeMerle
- You're the Bop! A Jazz Portrait of Cole Porter (Summit, 2001)

Con Jim Holman
- Explosion! (Delmark, 2012)

Con Freddie Hubbard
- Back to Birdland (Real Time, 1982; Drive Archive, 1994; West Wind, 2002)

Con Eddie Jefferson
- Vocal Ease (32 Records, 1999; Savoy, 2003)

Con Peter Lauffer
- Keys to the Heart (Peter Lauffer/CD Baby, 2010)

Con The Manhattan Transfer
- Extensions (Atlantic, 1979)
- Mecca for Moderns (Atlantic, 1981)
- Vocalese (Atlantic, 1985)

Con Oliver Nelson
- Swiss Suite (Flying Dutchman/RCA, 1971)

Con Anita O'Day
- Big Band at Carnegie Hall (Emily, 2009)

Con Don Patterson
- Movin' Up! (Muse, 1977)

Con Buddy Rich
- Swingin' New Big Band/Keep the Customer Satisfied (Beat Goes On/BGO [UK] 1994)

Con Janine Santana
- Soft as Granite (Janine Santana/CD Baby, 2008)

Con Sigmund Snopek III
- Virginia Woolf (Gear Fab, 2000)

Con Sonny Stitt
- Just in Case You Forgot How Bad He Really Was [live; rec. 1981] (32 Jazz, 1998)

Con James Van Buren
- Live at the Kasbah (Van Buren Records and Tapes/CD Baby, 2003)

Con Patrice Villastrigo
- Golden Orchid (Skinny Llama/CD Baby, 2010)